# Park Myung-hoon
Park Myung-hoon (en hangul, 박명훈; Busan, 28 de mayo de 1975) es un actor surcoreano.

## Vida personal
Park estudió Administración pública tras haber suspendido el examen de ingreso en el Departamento de Cine y Teatro. Pero no renunció a su proyecto de ser actor, y tras cumplir el servicio militar en 1999 se trasladó al barrio de Daehangno en Seúl, foco cultural de la ciudad donde dio comienzo su carrera profesional.

## Carrera
Comenzó su carrera como actor de teatro (en obras como Through the Door, Dr. Lee Jung-eun, o Liar) y de musicales (Subway Line 1, The Sorrows of Young Werther, Carmen, Radio Star, Empress Myeongseong, entre otras).
Muchos años después de su debut en los escenarios llegó a la televisión en 2012, con papeles al principio pequeños y esporádicos; y también entró en el cine en 2015, como protagonista de la película independiente Alive. En casi todos sus papeles en estos dos medios el denominador común es su capacidad para crear personajes fuertes y de impacto, más allá de la cantidad de escenas en las que interviene.

### Parásitos
Tras haber protagonizado algunos filmes independientes (Alive, de 2015; Ash Flower, de 2017) saltó a la fama en su primera película comercial con el personaje de Oh Geun-sae, el hombre del sótano, en Parásitos. Durante el rodaje contó con la ayuda constante de Song Kang-ho. Para no anticipar nada de su personaje, no apareció en la presentación oficial de la película, ni en el pase previo para la prensa, ni tampoco se dejó ver en público en el Festival de Cannes que la premió, e incluso cerró sus redes sociales durante más de un año. Su presencia en la película se hizo pública solo dos semanas después del estreno.
El actor había llamado la atención del director Bong Joon-ho con su trabajo en Ash Flower. Para preparar su papel, Bong le dijo a Park que tenía que aprender a usar el código morse. También visitó el escenario del sótano en Jeonju antes de comenzar el rodaje. Por lo demás, director y actor colaboraron en la definición del personaje.
A raíz del éxito de Paráistos ha realizado alguna incursión en el mundo de la publicidad.

### Años 20
Después del gran éxito de Parásitos, su primer papel en cine fue el de Shimada en Deliver Us From Evil, en otro trabajo de gran impacto para el que tuvo que prepararse trabajando en el acento coreanojaponés. A partir de ese momento su presencia en la gran pantalla se multiplicó como actor de reparto.
Mientras tanto, tras una larga serie de pequeños trabajos en televisión, apareció de modo más significativo con el papel de un oficial de alto rango norcoreano en la exitosa comedia romántica Aterrizaje de emergencia en tu corazón.
Por otra parte, el actor dio en estos años un salto también al entretenimiento televisivo, como uno de los cuatro participantes en el programa de viajes Europa fuera de la tienda (tvN), cuya segunda temporada (2023) está dedicada a España. Junto con los también actores Cho Jin-woong, Choi Won-young y Kwon Yul recorrió el país desde los Pirineos hasta Cádiz.

## Filmografía

### Cine
| Año  | Título                      | Hangul                          | Papel                         | Notas              | Ref.                 |
| ---- | --------------------------- | ------------------------------- | ----------------------------- | ------------------ | -------------------- |
| 2015 | Alive                       | 산다                            | Myung-hoon                    | Protagonista       | [ 2 ]                |
| 2016 | Steel Flower                | 스틸 플라워                     | Dueño de restaurante          |                    | [ 12 ]               |
| 2017 | Ash Flower                  | 재꽃                            | Myong-ho                      | Protagonista       | [ 13 ] [ 14 ] [ 15 ] |
| 2018 | Winter's Night              | 겨울밤에                        | Monje                         | Aparición especial | [ 16 ] [ 17 ]        |
| 2019 | Parásitos                   | 기생충                          | Oh Geun-sae                   |                    | [ 4 ] [ 1 ]          |
| 2020 | Deliver Us From Evil        | 다만 악에서 구하소서            | Shimada                       |                    | [ 7 ] [ 8 ]          |
| 2021 | On the Line                 | 보이스                          | Director Cheon                |                    | [ 18 ]               |
| 2021 | Sana-Hee Sunjung            | 싸나희 순정                     | Won-Bo                        |                    | [ 19 ]               |
| 2022 | The Policeman's Lineage     | 경관의 피                       | Cha Dong-cheol                |                    | [ 20 ] [ 21 ]        |
| 2022 | Limit                       | 리미트                          | Seo Jun-yong                  |                    | [ 22 ] [ 23 ]        |
| 2022 | The Night Owl               | 올빼미                          | Man-sik                       |                    | [ 24 ] [ 25 ]        |
| 2023 | Un sueño                    | 드림                            | Periodista                    |                    | [ 26 ]               |
| 2023 | Our Season                  | 휴가                            |                               |                    | [ 27 ] [ 28 ]        |
| 2023 | One Win                     | 1승                             | Capitán de Pink Storm         |                    | [ 29 ] [ 30 ] [ 31 ] |
| 2023 | Dr. Cheon and Lost Talisman | 천박사 퇴마 연구소: 설경의 비밀 | Señor Park                    | Aparición especial | [ 32 ]               |
| 2023 | Noryang: Sea of Death       | 노량: 죽음의 바다               | General Moriatsu              |                    | [ 33 ] [ 34 ]        |
| 2024 | Following                   | 그녀가 죽었다                   | Jefe del equipo de detectives |                    | [ 35 ]               |
| 2024 | Only God Knows Everything   | 온리 갓 노우즈 에브리띵         | Kwang-woon                    |                    | [ 36 ]               |
| —    | Finding the King            | 왕을 찾아서                     | Gwan-woo                      |                    | [ 37 ] [ 38 ]        |
| —    | Portrait of a Family        | 비광                            | Wang Byun                     |                    | [ 39 ]               |

### Series de televisión
| Año     | Título                                 | Papel                     | Canal        | Notas                     | Ref.         |
| ------- | -------------------------------------- | ------------------------- | ------------ | ------------------------- | ------------ |
| 2012    | My Husband Got a Family                | Representante de Yoon Bin | KBS2         |                           |              |
| 2012    | I Like You                             |                           | SBS          |                           |              |
| 2013    | Yeon-woo's Summer                      |                           | KBS2         | Drama Special, 1 episodio |              |
| 2014    | 18 Years                               |                           | KBS2         | Drama Special, 1 episodio |              |
| 2014    | Marriage, Not Dating                   |                           | tvN          |                           |              |
| 2015    | Snowy Road                             | Policía                   | KBS1         | Dos episodios             |              |
| 2016    | Another Miss Oh                        | Lee Chan-soo              | tvN          |                           | [ 40 ]       |
| 2017    | Circle                                 | Marido infiel             | tvN          |                           | [ 41 ]       |
| 2017    | Amor revolucionario                    | Gong Cheol-min            | tvN          |                           |              |
| 2018    | Belleza interior                       |                           | jTBC         | Aparición especial        |              |
| 2019-20 | Aterrizaje de emergencia en tu corazón | Ko Myung-seok             | tvN          |                           | [ 9 ] [ 42 ] |
| 2022    | Eve                                    | Kang Chi-kyum             | tvN          |                           | [ 43 ]       |
| 2022    | La casa de papel: Corea                | Cho Young-min             | Netflix      | Serie web                 | [ 44 ]       |
| 2023    | Bait                                   | Song Young-jin            | Coupang Play | Serie web                 | [ 3 ]        |
| 2023-24 | Mi chico es Cupido                     | Dong-gu                   | Prime Video  | Serie web                 |              |
| 2025    | Querido Hongrang                       | Bang Ji-ryeon             | Netflix      | Serie web                 | [ 45 ]       |
| Próx.   | 80 Billion Boy                         |                           |              |                           | [ 46 ]       |

### Variedades televisivas
| Año  | Título                    | Función             | Notas                                                      | Ref.          |
| ---- | ------------------------- | ------------------- | ---------------------------------------------------------- | ------------- |
| 2023 | Europa fuera de la tienda | Miembro del reparto | Programa de viajes en tienda de campaña - temp. 2 (España) | [ 47 ] [ 48 ] |

## Premios y nominaciones
| Año  | Premios                                   | Categoría                                            | Papel      | Resultado | Ref.          |
| ---- | ----------------------------------------- | ---------------------------------------------------- | ---------- | --------- | ------------- |
| 2017 | 5.º Wildflower Film                       | Mejor actor de reparto                               | Ash Flower | Nominado  |               |
| 2019 | 24.º Chunsa Film Art                      | Mejor actor de reparto                               | Parásitos  | Nominado  |               |
| 2019 | 28.º Buil Film                            | Mejor actor de reparto                               | Parásitos  | Ganador   |               |
| 2019 | 40.º Blue Dragon Film                     | Mejor actor de reparto                               | Parásitos  | Nominado  |               |
| 2019 | 17.º Director's Cut                       | Mejor actor revelación                               | Parásitos  | Ganador   |               |
| 2019 | Asociación de Mujeres Periodistas de Cine | Mejor conjunto                                       | Parásitos  | Nominado  | [ 49 ] [ 50 ] |
| 2020 | 25.º Critics' Choice                      | Mejor actuación de conjunto                          | Parásitos  | Nominado  | [ 51 ]        |
| 2020 | 2020 Gold Derby                           | Mejor conjunto                                       | Parásitos  | Ganador   |               |
| 2020 | 26.º Screen Actors Guild                  | Actuación sobresaliente de un elenco en una película | Parásitos  | Ganador   | [ 52 ]        |
| 2020 | 56.º Grand Bell                           | Mejor actor de reparto                               | Parásitos  | Nominado  |               |
| 2020 | 56.º Baeksang Arts                        | Mejor actor revelación                               | Parásitos  | Ganador   | [ 53 ]        |
| 2020 | 56.º Baeksang Arts                        | Mejor actor de reparto                               | Parásitos  | Nominado  | [ 54 ] [ 55 ] |